# Гражданская казнь

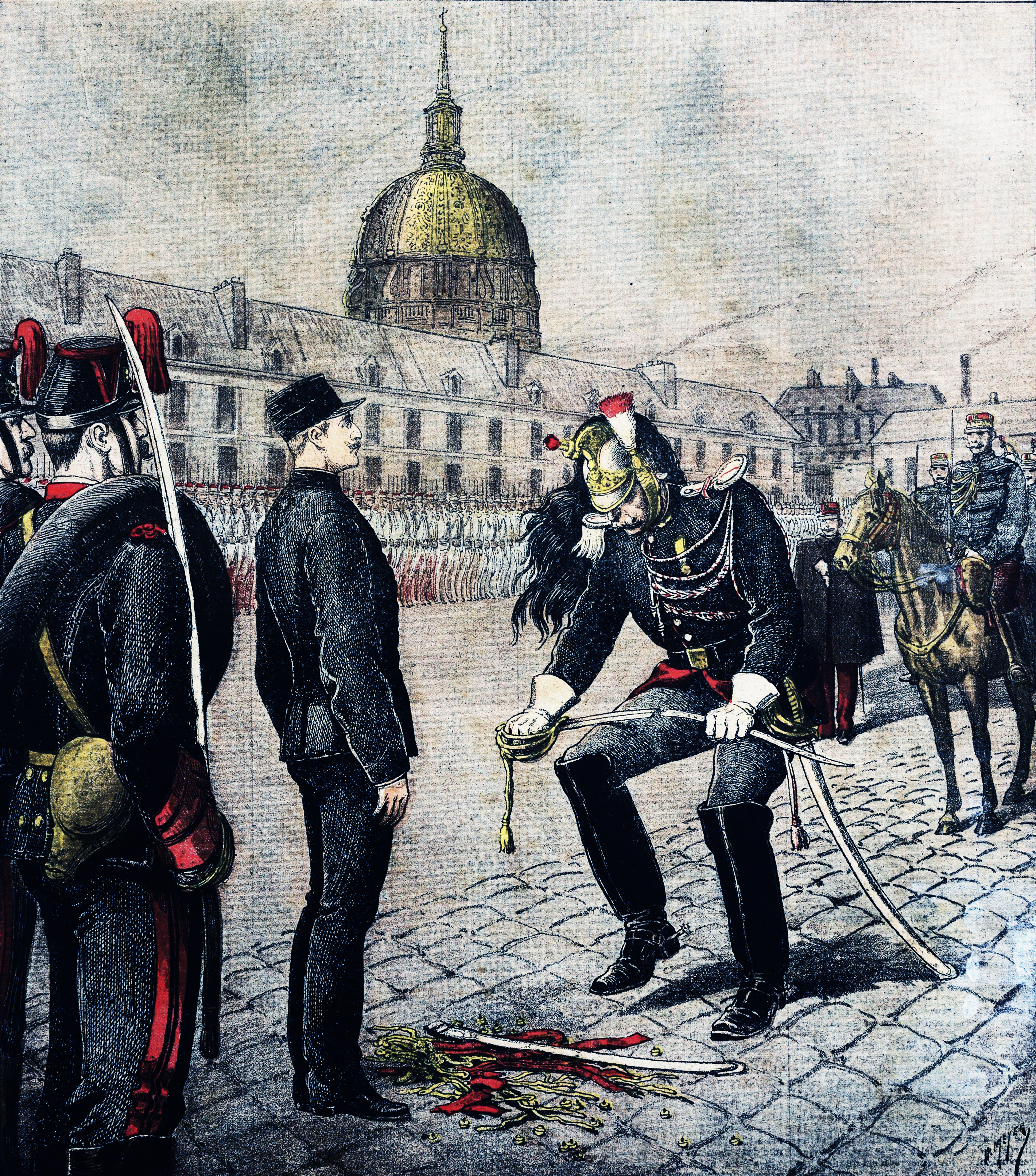
Гражданская казнь Альфреда Дрейфуса, 1895 год

Гражда́нская казнь — один из видов позорящего наказания, в XVIII — XIX веках, в Российской империи и других государствах и странах. 
Обряд гражданской казни состоял в публичном унижении наказуемого с преломлением шпаги над головой в знак лишения всех прав состояния (чинов, сословных привилегий, прав собственности, родительских и прочего).

## История
В средние века, вместо преломления шпаги, под заупокойные псалмы со стоящего на эшафоте рыцаря снимали по частям рыцарское облачение (доспех, рыцарский пояс, шпоры и прочее), а в кульминации разбивали щит с дворянским гербом. После чего пели 108-й псалом царя Давида, состоящий из набора проклятий, под последние слова которого герольд (а иногда лично сам король) выливал на бывшего рыцаря холодную воду, символизируя очищение. Затем бывшего рыцаря спускали с эшафота при помощи виселицы, петля которой была пропущена под мышками. Бывшего рыцаря под улюлюканье толпы вели в церковь, где по нему проводили настоящую заупокойную службу, по окончании которой его передавали в руки палача, если ему не было уготовано по приговору иное наказание, не требующее услуг палача (если же рыцарю относительно «повезло», то всё могло ограничиться лишением рыцарского достоинства). После исполнения приговора (например, казни), герольды во всеуслышанье объявляли детей (или иных наследников) «подлыми (дословно вилланами, фр. vilain/англ. villain), лишёнными чинов, не имеющими права носить оружие и появляться и участвовать в играх и турнирах, при дворе и на королевских собраниях, под страхом быть раздетыми донага и высеченными розгами, подобно вилланам и рождённым от неблагородного отца».

## Известные личности, подвергнутые гражданской казни

### Российская империя
- 12 ноября 1708 года — в Глухове прошла символическая гражданская казнь гетмана Мазепы (в отсутствие самого Мазепы, который скрылся в Турции)
- 1768 год — поражена во всех сословных и имущественных правах и лишена фамилии Салтычиха (Да́рья Никола́евна Салтыко́ва)
- 10 (21) января 1775 года на Болотной площади в Москве палачи провели ритуал гражданской казни Михаила Шванвича
- в ночь с 12 на 13 июля 1826 года — декабристы: 97 человек в Санкт-Петербурге и 15 морских офицеров в Кронштадте
- 12 декабря 1861 года — Михаил Михайлов
- 19 мая 1864 года — Николай Чернышевский
- 15 мая 1868 года — Григорий Потанин
- 21 декабря 1871 года — Иван Прыжов

### Франция
- Декабрь 1894 года — Альфред Дрейфус